# Simon Boels
Simon Boels (ook: Boel of Bol) (omstreeks 1554 - omstreeks 1633) was een Brabants glasschilder. Hij had een eigen atelier en voerde voornamelijk opdrachten uit voor de stad Leuven en de Parkabdij van Heverlee.

## Leven en werk
Boels was een telg uit een glasschildersfamilie. Zowel zijn grootvader Gerrit als zijn vader Pieter oefenden dit ambacht uit en hadden vanaf 1516 een familiaal atelier in Leuven. De eerste vermelding van Boels was in 1574 toen hij in het huwelijk trad met Marie Hebespiegels in de Leuvense Sint-Michielskerk. Samen kregen ze drie kinderen.
Boels werd in 1586, na de dood van zijn vader, benoemd tot officieel glasschilder van de stad Leuven en werd gildedeken. Hij voerde verscheidene opdrachten uit voor de stad. Zo vervaardigde hij in 1596 een aantal glasramen met wapenschilden voor enkele herenhuizen in de omgeving van de Sint-Pieterskerk en in 1607-1608 vervaardigde hij voor de Parkabdij van Heverlee een aantal glasramen als aanzet voor een grote opdracht die later naar zijn atelier zou gaan. De laatste vermelding van Boels als glasschilder was in 1616 toen hij nog een opdracht uitvoerde voor de kapel van het Sint-Jansbergklooster van Zelem.
Zijn atelier werd in 1626 overgenomen door Jean de Caumont, zijn schoonzoon. In 1633 kreeg hij zijn laatste benoeming als gildedeken.